# داب
داب یک سبک موسیقی است که در دههٔ ۱۹۶۰ از موسیقی رگی مشتق شد، و عموماً به عنوان یکی از زیرسبک‌های موسیقی رگی درنظرگرفته می‌شود، با این وجود در طی سال‌های زیادی که از شکل‌گیریش می‌گذرد در خارج از حوزهٔ موسیقی رگی نیز توسعه یافته است و امروزه خود زیرسبک‌های متعدّدی دارد که برخی از آن‌ها شباهت چندانی با منشأ اوّلیّهٔ خود، یعنی موسیقی رگی ندارند. بخش عمده‌ای از آثار ساخته‌شده در سبک داب در واقع ریمیکس‌های بی‌کلامی از ترانه‌های ساخته‌شده در سبک‌های دیگر هستند.